# 吐司
吐司（英語：Sliced bread），也寫為土司，是指为方便直接取出使用而以机器預切成一片片的長條麵包，最常見的種類是白麵包吐司，但也有使用黑麵包或帶有堅果和果乾等其他種類。最常見的食用方式是將吐司片放入烤箱或吐司機中烤成金黃色的烤吐司，並塗抹上少量的含鹽奶油。

## 名稱
中文的「吐司」譯自英文，原義是烤吐司，如今中文引申為可切片的長條形方麵包，定義範圍與德語類似。
在粵語，由於切片時呈方形，未烤的吐司被稱作「方包」。1928年，市面上開始有商家销售切片的包裝吐司。
在台灣，吐司條在台語稱作俗麭。

## 歷史
1912年，來自美国爱荷华州達文波特的奥托·弗雷德里克·罗维德发明了世界上第一台吐司切片机，不過他制造的原型机在一场火灾中被烧毁。直到1928年，Rohwedder才又大致完成一台可以完整運作的吐司切片机。该机器的第一個客戶是位於位於密苏里州奇利科特的奇利科特烘焙公司（Chillicothe Baking Company），1928年7月7日，该公司售出了他们第一片用吐司切片机製作的吐司。